# Eilean Glas Lighthouse
Das Eilean Glas Lighthouse, deutsch: Eilean-Glas-Leuchtturm, ist ein Leuchtturm auf der schottischen Hebrideninsel Scalpay. 1994 wurde der Leuchtturm in den schottischen Denkmallisten zunächst in die Kategorie B aufgenommen. 2004 erfolgte dann die Hochstufung in die höchste Kategorie A.

## Geschichte
Im Jahre 1787 regte die Vorgängerorganisation des heutigen Northern Lighthouse Board bei Alex McLeod of Harris, dem Besitzer Scalpays, die Errichtung eines Leuchtturms an. Da der Bau des Mull of Kintyre Lighthouse die organisationseigenen Bauarbeiter zu diesem Zeitpunkt band, heuerte McLeod eigene Kräfte an, welche noch im selben Jahr mit den Arbeiten begannen. Nach Beendigung der Arbeiten auf der Mull of Kintyre übernahmen dann Maurer des Northern Lighthouse Board im Sommer 1788.  Im Oktober desselben Jahres wurde der Rohbau fertiggestellt. Im Rahmen einer Begutachtung stellte Thomas Smith, der leitende Ingenieur, eine Abweichung des Turmumfangs von den Plänen fest. In der Folge wurden die Planungen an den um mehr als einen Meter größeren Umfang angepasst. Für den Innenausbau wurde der Zimmermann Archie McVicar von der Insel North Uist verpflichtet. Am 10. Oktober 1789 ging der Leuchtturm in Betrieb und ist damit der älteste Leuchtturm auf den Äußeren Hebriden und einer der ältesten in Schottland. Erster und einziger Leuchtturmwärter war Alex Reid aus Fraserburgh, der dort mit seiner Familie einzog und den Turm bis 1823 betreute.
In den 1820er Jahren wurde der alte Turm teilweise abgerissen und durch ein neues Bauwerk ersetzt. Unter dem leitenden Ingenieur Robert Stevenson wurde der heutige Leuchtturm 1824 fertiggestellt. 1852 wurde das Linsensystem erneuert. Die Kennung des 1907 hinzugefügten Nebelhorns war ein siebensekündiger Ton alle 1,5 Minuten. Sein Betrieb wurde 1987 eingestellt. Die Automatisierung des Leuchtturms erfolgte im Jahre 1978, wodurch Kosten in Höhe von 83.565 £ entstanden.

## Beschreibung
Das Eilean Glas Lighthouse ist 28 m hoch und besitzt fünf Stockwerke, die alternierend in den Farben rot und weiß gestrichen sind. Damit verbunden sind die Überreste des alten Leuchtturms, die als Lagerhaus genutzt werden. Die Wohngebäude der Leuchtturmwärter sind im ägyptischen Stil gebaut und dienten als Vorlage für das später errichtete Ardnamurchan Lighthouse. Wie die weiteren Außengebäude sind sie gekalkt. Es sind jedoch nur noch zwei der ursprünglich drei Gebäude erhalten. Um 1845 wurde unter der Leitung von Alan Stevenson ein Bootsanleger hinzugefügt. Das Leuchtfeuer liegt in einer Höhe von 43 m über dem Meeresspiegel, woraus sich eine Reichweite von 23 Seemeilen (rund 42 km) ergibt. Die Kennung des Turms sind drei weiße Blitze alle 20 Sekunden.